# Leonard Drożdżewicz
Leonard Drożdżewicz (ur. 14 sierpnia 1960 w Sokółce) – polski notariusz, samorządowiec, publicysta, wydawca i działacz społeczny.

## Życiorys
W 1984 ukończył studia prawnicze na Uniwersytecie Warszawskim, gdzie był uczniem Lecha Falandysza.
Od czerwca 1986 podjął działalność notariusza w Państwowym Biurze Notarialnym w Sokółce, tamże od października 1990 w ramach własnej kancelarii notarialnej. W latach 1997–2000 był sekretarzem Krajowej Rady Notarialnej w Warszawie. Następnie w latach 1999–2004 był sekretarzem Rady Fundacji Centrum Naukowe Notariatu, powołanej przez Krajową Radę Notarialną w celu wspierania i prowadzenia prac naukowo-badawczych w dziedzinie prawa, również w Warszawie. Do połowy 2012 był członkiem Rady tej Fundacji.
Opublikował kilkadziesiąt artykułów z zakresu prawa cywilnego, gospodarczego, notarialnego i fundacyjnegow w czasopismach prawniczych, m.in. miesięczniku „Rejent” i „Nowym Przeglądzie Notarialnym”. Od 2013 jest stałym współpracownikiem wydawanego w Wilnie kwartalnika literacko-kulturalnego „Znad Wilii”. Wyróżniony uczestnik Międzynarodowych Festiwali Poezji „Maj nad Wilią” w Wilnie (lit. Tarptautiniai poetiniai susitikimai „Gegužė prie Neries“).
Wraz z żoną Heleną Drożdżewicz wydał własnym nakładem broszury: Sokólski Brueghel – Witalis Sarosiek (1945–2012) (2013) oraz Antologia Doliny Łosośny: jak pieśń żurawia nad wiekowymi wiązami (2019).
Od 2016 wraz ze swoją kuzynką Wiktorią Tołłoczko-Tur organizuje corocznie w Puciłkach nad Łosośną międzynarodowy plener malarski W dolinie Łosośny (pierwszy plener pilotażowy odbył się w 2014), który odbywa się w Domu Plenerowym małżeństwa Drożdżewiczów. Dom ten wraz z zabudową gospodarczą oraz gruntami i stawem nieopodal Leonard Drożdżewicz przejął po rodzicach, a następnie wyremontował w charakterze przedwojennego letniska.

## Wyróżnienia i odznaczenia
- Odznaka honorowa „Za Zasługi dla Samorządu Notarialnego RP” przyznana przez Krajową Radę Notarialną (9 października 1999)[1][2];
- Srebrny Krzyż Zasługi „za działalność na rzecz społeczności polskiej na Litwie, kultywowanie wspólnego dziedzictwa historycznego i kulturalnego” (2017)[1][2][23].